# Sônia Braga
Pour les articles homonymes, voir Braga (homonymie).
Sônia Braga, née le 8 juin 1950 à Maringá, dans le Paraná, est une   actrice brésilienne.

## Biographie
Issue d'une famille d'artistes, Sônia Maria Campos Braga débute sur scène à la fin des années 1960 dans la comédie musicale Hair. Parallèlement elle débute à la télévision et dès 1970 accède à un premier rôle au cinéma dans A Moreninha. C'est pourtant le petit écran qui lui offre son premier succès — dans l'adaptation brésilienne de Rue Sésame — en 1972. Au cinéma, elle continue sur sa lancée dans Mestica a Escrava Indomável et dans O Casal. C'est encore la télévision qui la consacre star en 1975 grâce à la telenovela Gabriela (fondée sur le livre Gabriela, Cravo e Canela de Jorge Amado) dont elle interprète l'héroïne. Par la suite elle s'impose progressivement comme une des grandes stars d'Amérique latine.
Elle connaît son premier succès international dans une autre adaptation fameuse de Jorge Amado, pour le grand écran cette fois, dans le rôle-titre du film Dona Flor et ses deux maris de Bruno Barreto en 1976. Elle apparaît aussi dans plusieurs films commerciaux brésiliens tels que A Dama do Lotação (La Dame du bus) en 1978 et Eu Te Amo (Je t'aime) en 1981. Dans le même temps, elle s'illustre dans des séries, notamment le soap Dancin' Days où elle tient le rôle central.
Sa renommée internationale grandit avec le rôle-titre du film Gabriela, l'adaptation pour grand écran du roman précité d'Amado, en 1983, de nouveau dirigée par Barreto. L'histoire a lieu à Bahia en 1925, et Sônia Braga joue le rôle d'une belle mulâtresse, Gabriela, qui transforme la vie de plusieurs provinciaux. Son triomphe dans ses compositions sensuelles lui vaut alors le surnom de « la Marilyn Monroe de l'Amérique du Sud »[réf. nécessaire]. Grâce à ce conte romantique, Sônia Braga peut faire son entrée dans le cinéma des États-Unis. Elle enchaîne avec trois rôles dans l'onirique et engagé Le Baiser de la femme araignée réalisé par Hector Babenco (1985, d'après Manuel Puig), qui remporte un grand succès critique dans les festivals du monde entier, à Cannes notamment. Puis, elle est membre du jury du festival en 1986.
Gabriela et Le Baiser de la femme araignée l'introduisent sur le marché américain, à la télévision d'abord dans Cosby Show et le téléfilm L'Homme qui brisa ses chaînes face au jeune Val Kilmer. L'actrice tourne ensuite dans Pleine lune sur Parador de Paul Mazursky avec Richard Dreyfuss et dans La Relève de et avec Clint Eastwood.
À l'orée des années 1990, Sonia Braga se partage entre Nord et Sud, entre télévision (Les Contes de la crypte) et cinéma (Roosters), n'échappant pas cependant aux compositions habituellement dévolues aux comédiens latinos, partageant l'affiche avec Edward James Olmos, Maria Conchita Alonso, Tomás Milián ou Esai Morales. La Brésilienne collabore avec Nicolas Roeg et John Frankenheimer avant d'incarner en 1996 une autre héroïne du romancier Jorge Amado, Tieta sous la direction de Carlos Diegues.
La décennie suivante, elle apparaît surtout en vedette invitée dans des séries télévisées comme Sex and the City, New York, police judiciaire (Law and Order), Les Experts : Miami, Alias et Ghost Whisperer. Au cinéma, le public peut la revoir dans Angel Eyes de Luis Mandoki en 2001 et Les Oubliées de Juarez en 2007 (les deux avec Jennifer Lopez en vedette), ou encore dans Che Guevara de Josh Evans (2005, avec Eduardo Noriega dans le rôle-titre) et The Hottest State mis en scène par Ethan Hawke en 2006, sans jamais cesser son activité télévisuelle (l'adaptation brésilienne de Desperate Housewives en 2007). En 2004, elle prête sa beauté à Amália Rodrigues dans un court métrage.

## Filmographie sélective

### Cinéma
- 1968 : O Bandido da Luz Vermelha de Rogério Sganzerla : une victime
- 1970 : Cleo e Daniel de Roberto Freire : Sandra
- 1970 : A Moreninha Glauco Mirko Laurelli: Carolina
- 1971 : Capitão Bandeira Contra d'Antônio Calmon : Moura Brasil
- 1973 : Mestica a Escrava Indomável de Lenita Perroy : Mestica
- 1975 : O Casal de Daniel Filho : Maria Lúcia
- 1976 : Dona Flor et ses deux maris (Dona Flor e seus dois maridos) de Bruno Barreto : Dona Flor
- 1978 : A Dama do Lotacão de Neville de Almeida (en) : Solange
- 1981 : Eu Te Amo d'Arnaldo Jabor : Maria
- 1983 : Gabriela (Gabriela, Cravo e Canela) de Bruno Barreto : Gabriela
- 1985 : Le Baiser de la femme araignée (Kiss of the Spider Woman) de Hector Babenco : Leni Lamaison/Marta/Spider Woman
- 1988 : Milagro (Milagro Beanfield War) de Robert Redford : Ruby Archuleta

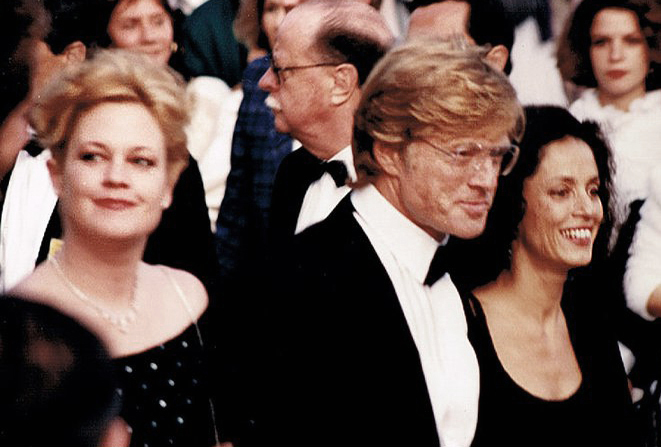
Avec Robert Redford et Melanie Griffith, pour la présentation de Milagro (Cannes, 1988).

- 1988 : Pleine lune sur Parador (Moon Over Parador) de Paul Mazursky : Madonna Mendez
- 1990 : La Relève (The Rookie) de Clint Eastwood : Liesl
- 1993 : Roosters de Robert M. Young : Juana Morales
- 1995 : Two Deaths de Nicolas Roeg : Ana Puscasu
- 1996 : Tieta do Brasil (Tieta do Agreste) de Carlos Diegues : Tieta
- 2000 : Une nuit en enfer 3 : La Fille du bourreau (From Dusk Till Dawn 3: The Hangman's Daughter) de P.J. Pesce (en) : Quixtla
- 2001 : Perfume de Michael Rymer : Irene Mancini
- 2001 : Memórias Póstumas d'André Klotzel : Marcela
- 2001 : Angel Eyes de Luis Mandoki : Josephine Pogue
- 2002 : Empire de Franc. Reyes : Iris
- 2003 : Testosterone de David Moreton : mère de Pablo, ou Testosterona
- 2004 : Amália Trïada (court métrage) : Amália Rodrigues
- 2004 : Scene Stealers de Craig Mowry : Celia Crouch
- 2005 : Che Guevara de Josh Evans : Celia
- 2005 : Marilyn Hotchkiss' Ballroom Dancing and Charm School de Randall Miller : Tina
- 2005 : Sea Of Dreams de José Pepe Bojorquez : Nurka
- 2006 : The Hottest State de Ethan Hawke : Mrs. Garcia
- 2007 : Les Oubliées de Juarez (Bordertown) de Gregory Nava : Teresa Casillas
- 2010 : An Invisible Sign de Marilyn Agrelo : la mère
- 2010 : Lope d'Andrucha Waddington : Paquita
- 2012 : Mundo invisivel, segment Kreoko de Marco Bechis et Cisco Vasques
- 2016 : Aquarius de Kleber Mendonça Filho : Clara
- 2017 : Wonder de Stephen Chbosky : la mère d'Isabel
- 2019 : Bacurau de Kleber Mendonça Filho : Domingas
- 2020 : The Jesus Rolls de John Turturro : la mère
- 2020 : Fatima de Marco Pontecorvo : sœur Lucie, plus âgée
- 2022 : Shotgun Wedding de Jason Moore : Renata Ortiz
- 2024 : La Malédiction : L'Origine (The First Omen) d'Arkasha Stevenson : sœur Silvia

### Télévision
- 1970 : Irmãos Coragem (série télévisée) : Lidia Sigueira
- 1972 : Vila Sésamo (série télévisée) : Ana Maria
- 1972 : Selva de Pedra (série télévisée) : Flávia
- 1972 : Somos Todos do Jardim de Infância (série télévisée) : Aninha
- 1974 : Fogo Sobre Terra (série télévisée) : Brisa
- 1975 : Gabriela (telenovela) : Gabriela
- 1976 : Saramandaia (série télévisée) : Marcina
- 1977 : Espelho Mágico (série télévisée) : Cinthia Levy/Camilia
- 1978 : Dancin' Days (série télévisée) : Júlia Matos
- 1980 : Chega Mais (série télévisée) : Gelly
- 1986 : Cosby Show (série télévisée), 2 épisodes : Anna Maria Westlake
- 1987 : L'Homme qui brisa ses chaînes (The Man who broke 1.000 Chains) (téléfilm) de Daniel Mann : Emily Del Pino
- 1991 : The Last Prostitute (téléfilm) de Lou Antonio : Loah
- 1992 : Les Contes de la crypte (Tales from the Crypt) (série télévisée) : Sophie
- 1994 : The Burning Season (téléfilm) de John Frankenheimer : Regina de Carvalho
- 1995 : Larry McMurtry’s Streets of Laredo (mini-série télévisée) de Joseph Sargent : Maria Garza
- 1995 : La Bible : Moïse (Moses) (téléfilm) de Roger Young : Sephora
- 1997 : Quitte ou double (Money Play$) (téléfilm) de Frank D. Gilroy : Irene
- 1998 : Four Corners (en) (série télévisée) : Carlota Alvarez
- 1998 : De mères en filles (A Will of Their Own) (mini-série télévisée) de Karen Arthur : Jessica Lopez de la Cruz
- 1999 : Força de um Desejo (série télévisée) : Helena Silveira Sobral
- 2000 : Associées pour la loi (Family Law) (série télévisée) : Beatrice Valdez “Echoes”
- 2001 : Steve Martini’s The Judge / Juge et coupable ? (série télévisée) : Lily Acosta
- 2001 : Sex and the City (série télévisée), saison 4, 3 épisodes : Maria
- 2002 : American Family (série télévisée, 11 épisodes) de Gregory Nava : Berta Gonzalez
- 2002 : Une famille du tonnerre (George Lopez) (série télévisée), épisode Meet The Cuban Parents : Emilina Palmero, mère d'Angie
- 2003 : New York, police judiciaire (Law and Order) (série télévisée), épisode Genius : Helen
- 2005 : Les Experts : Miami (CSI : Miami) (série télévisée), épisode Identity : Dona Marta Cruz
- 2005 : Alias (série télévisée), 5 épisodes : Before the Flood, The Descent, Mirage, A Clean Conscience, The Orphan de J. J. Abrams : Sophia Vargas/Yelena Derevko
- 2005 : Ghost Whisperer (série télévisée), épisode Shadow Boxer : Estella de la Costa
- 2006 : Le Roman de la vie (Paginas da vida) (série télévisée) avec Regina Duarte : Tônia
- 2007-2008 : Donas de Casa Desesperadas (série télévisée) : Alice Monteiro
- 2010 : Brothers and Sisters (série télévisée), épisodes The Rhapsody of the flesh et Walker down the aisle de Jon Robin Baitz : Gabriela Laurent
- 2013 : Mères entremetteuses (Meddling Mom) (téléfilm) de Patricia Cardoso : Carmen
- 2014 : Warehouse 13 (série télévisée), saison 5, épisode 4 Savage Seduction de Jack Kenny : Alicia
- 2014 : Royal Pains (série télévisée), épisodes Everybody Loves Ray, Man, Oh, M.G., Good Air/Bad Air et HankMed on the Half Shell) d'Andrew Lenchewski et John P. Rogers : Lorena Correia
- 2016 : Luke Cage (série télévisée) : Soledad Temple
- 2017 : Las Reinas (série télévisée) : Gabriella de la Reina

## Distinctions

### Récompenses
- 2014 : Prix Platino d'honneur
- 2016 : Prix d’interprétation féminine au Festival de Lima pour Aquarius[1].
- 2016 : Prix d’interprétation féminine au Festival Biarritz Amérique latine pour Aquarius
- 2016 : Prix d'interprétation féminine au Festival de Mar del Plata pour Aquarius

### Nominations
- Baftas 1981 : nommée au Bafta du meilleur nouveau venu dans un rôle principal pour Dona Flor et ses deux maris
- Golden Globes 1986 : nommée au Golden Globe de la meilleure actrice dans un second rôle pour Le Baiser de la femme araignée
- Golden Globes 1989 : nommée au Golden Globe de la meilleure actrice dans un second rôle pour Pleine lune sur Parador
- Golden Globes 1995 : nommée au Golden Globe de la meilleure actrice dans un second rôle dans une série, une mini-série ou un téléfilm pour The Burning Season
- Emmy Awards 1995 : nommée à l'Emmy de la meilleure actrice dans un second rôle dans une mini-série ou un téléfilm pour The Burning Season